# Élections en Serbie
 (juillet 2013).
Au niveau national les élections en Serbie servent à désigner les membres du Parlement et le président de la République. L'Assemblée nationale de la république de Serbie (en serbe : Народна скупштина Републике Србије et Narodna skupština Republike Srbije) est composée de 250 députés élus pour un mandat de quatre ans. La Serbie se caractérise par le multipartisme, avec un grand nombre de partis politiques qui ne sauraient, isolément, arriver au pouvoir ; de ce fait, ils forment des coalitions gouvernementales. Pour obtenir un siège à l'Assemblée, un parti doit recueillir au moins 5 % des suffrages, sauf pour les partis politiques représentant les minorités nationales, qui doivent recueillir seulement 0,4 % des voix.

## Résultats

### Élection présidentielle
| Candidats                                 | Partis | 1er tour  | %     | 2d tour   | %     |
| ----------------------------------------- | --- | --------- | ----- | --------- | ----- |
| Tomislav Nikolić (Томислав Николић)       | Parti radical serbe (Српска радикална странка)                                                                    | 1 646 172 | 39,99 | 2 197 155 | 47,97 |
| Boris Tadić (Борис Тадић)                 | Parti démocratique (Демократска странка)                                                                          | 1 457 030 | 35,39 | 2 304 467 | 50,31 |
| Velimir Ilić (Велимир Илић)               | Nouvelle Serbie (Нова Србија)                                                                                     | 305 828   | 7,43  |           |       |
| Milutin Mrkonjić (Милутин Мркоњић)        | Parti socialiste de Serbie (Социјалистичка партија Србије)                                                        | 245 889   | 5,97  |           |       |
| Čedomir Jovanović (Чедомир Јовановић)     | Parti libéral-démocrate (Либерално демократска партија)                                                           | 219 689   | 5,34  |           |       |
| Ištvan Pastor (Иштван Пастор)             | Coalition hongroise (Мађарска коалиција)                                                                          | 93 039    | 2,26  |           |       |
| Milanka Karić (Миланка Карић)             | Mouvement Force de la Serbie–Bogoljub Karić (Покрет Снага Србије-Богољуб Карић)                                   | 40 332    | 0,98  |           |       |
| Marijan Rističević (Маријан Ристичевић)   | Coalition Parti national paysan–Parti paysan unifié (Коалиција Народна сељачка странка-Уједињена сељачка странка) | 18 500    | 0,45  |           |       |
| Jugoslav Dobričanin (Југослав Добричанин) | Parti réformiste (Реформистичка странка)                                                                          | 11 894    | 0,29  |           |       |
| Non valides                               | | 78 462    | 1,91  | 78 806    | 1,72  |
| Total (participation 61.37% et 68,12%)    | Total (participation 61.37% et 68,12%)                                                                            | 4 116 844 | 100,0 | 4 580 428 | 100,0 |
| Inscrits                                  | Inscrits | 6 708 697 |       | 6 723 762 |       |

### Élections législatives
| Partis | Voix      | %      | Sièges | +/- |
| --- | --------- | ------ | ------ | --- |
| Parti radical serbe – Vojislav Šešelj (Српска радикална странка — Војислав Шешељ) | 1 153 453 | 28,59  | 81     | -1  |
| Parti démocratique – Boris Tadić (Демократска странка - Борис Тадић) | 915 854   | 22,71  | 64     | +41 |
| Parti démocratique de Serbie–Nouvelle Serbie — Vojislav Koštunica (Демократска странка Србије — Нова Србија — Војислав Коштуница) | 667 615   | 16,55  | 47     | -10 |
| G17 Plus — Mlađan Dinkić (Г17 плус — Млађан Динкић) | 275 041   | 6,82   | 19     | -12 |
| Parti socialiste de Serbie (Социјалистичка партија Србије) | 227 580   | 5,64   | 16     | -6  |
| Parti libéral-démocrate / Alliance civique de Serbie / Union sociale-démocrate / Ligue des sociaux-démocrates de Voïvodine — Čedomir Jovanović (Либерално демократска партија — Грађански савез Србије — Социјалдемократска унија — Лига социјалдемократа Војводине — Чедомир Јовановић) | 214 262   | 5,31   | 15     | +8  |
| Alliance des Magyars de Voïvodine — József Kasza (Савез војвођанских Мађара — Јожеф Каса) | 52 510    | 1,30   | 3      | +3  |
| Coalition Liste pour le Sandžak - Sulejman Ugljanin (Коалиција Листа за Санџак - Сулејман Угљанин) | 33 823    | 0,84   | 2      | =   |
| Union rom de Serbie — Rajko Đurić (Унија Рома Србије — Рајко Ђурић) | 17 128    | 0,42   | 1      | +1  |
| Coalition albanaise de la vallée de Preševo (Коалиција Албанаца Прешевске долине) | 16 973    | 0,43   | 1      | +1  |
| Parti des Roms — Srđan Šajn (Ромска партија — Шајн Срђан) | 14 631    | 0,36   | 1      | +1  |
| Moins de 5% ou non representant d'une minorité ethnique |           |        |        |     |
| Mouvement serbe du renouveau — Vuk Drašković (Српски покрет обнове — Вук Драшковић) | 134 147   | 3,33   | 0      | -13 |
| Parti des retraités unis de Serbie — Jovan Krkobabić et Parti social-démocrate — Nebojša Čović (ПУПС — Јован Кркобабић и СДП — Небојша Човић) | 125 342   | 3,11   | 0      | -3  |
| Mouvement Force de la Serbie — Bogoljub Karić (Покрет снага Србије — Богољуб Карић) | 70 727    | 1,75   | 0      | =   |
| Branko Pavlović — Car il faut que ça aille mieux (Бранко Павловић — "Зато што мора боље") | 15 722    | 0,39   | 0      | =   |
| Coalition Union hongroise — András Ágoston – Sándor Páll (Коалиција Мађарска слога — Андраш Агоштон – Пал Шандор) | 12 940    | 0,32   | 0      | =   |
| Coalition Partis de Voïvodine — Igor Kurjački (Коалиција "Војвођанске партије" — мр Игор Курјачки) | 7 359     | 0,18   | 0      | =   |
| Union démocratique de Serbie — Obren Joksimović (Демократска заједница Србије — Обрен Јоксимовић) | 5 438     | 0,13   | 0      | =   |
| Social-démocratie — Nenad Vukasović (Социјалдемократија — Ненад Вукасовић) | 4 909     | 0,12   | 0      | =   |
| Parti réformiste — Aleksandar Višnjić (Реформистичка странка — Александар Вишњић) | 1 881     | 0,05   | 0      | =   |
| Total | 3 967 335 |        | 250    | =   |
| Inscrits | 6 653 851 |        |        |     |
| Votants (60,62%) | 4 033 586 | 100,00 |        |     |
| Votes invalides (1,66%) | 65 468    |        |        |     |
| Source: (sr) Izveštaj o rezultatima izbora za narodne poslanike u Narodnoj skupštini Republike Srbije održanih 21. januara 2007. godine., Commission électorale de la république de Serbie, consulté le 5 avril 2008                                                                     |           |        |        |     |

Les élections en Serbie du 17 décembre 2023 remportées par le Parti progressite serbe ne se seraient pas déroulées dans de bonnes conditions selon le Parlement européen qui a demandé une suspension du financement de l'UE à destination de la Serbie, pourtant pays candidat à l'adhésion à l'UE.

### Élections provinciales deVoïvodine
| Listes Coalitions                                                                                                | Voix par liste | %       | Députés élus sur liste | Députés élus par circonscriptions | Total |
| --- | -------------- | ------- | ---------------------- | --------------------------------- | ----- |
| Parti radical serbe                                                                                              | 187 666        | 29,34 % | 21                     | 14                                | 35    |
| Parti démocratique                                                                                               | 137 797        | 21,54 % | 15                     | 22                                | 37    |
| Ensemble pour la Voïvodine (Ligue des sociaux-démocrates de Voïvodine, Voïvodine démocratique, etc)              | 60 389         | 9,44 %  | 6                      | 1                                 | 7     |
| Alliance des Magyars de Voïvodine                                                                                | 54 380         | 8,50 %  | 6                      | 5                                 | 11    |
| Parti démocratique de Serbie                                                                                     | 43 077         | 6,74 %  | 4                      | 1                                 | 5     |
| Mouvement Force de la Serbie                                                                                     | 42 813         | 6,69 %  | 4                      | 3                                 | 7     |
| Parti socialiste de Serbie                                                                                       | 37 111         | 5,80 %  | 4                      | 4                                 | 8     |
| G17 Plus | 30 985         | 4,84 %  | 0                      | 2                                 | 2     |
| Mains propres de Voïvodine                                                                                       | 14 666         | 2,29 %  | 0                      | 0                                 | 0     |
| Nouvelle Serbie                                                                                                  | 8 783          | 1,37 %  | 0                      | 0                                 | 0     |
| Parti démocratique des Hongrois de Voïvodine*                                                                    | 0              | 0       | 0                      | 1                                 | 1     |
| Parti démocratique national de Voïvodine – Mirko Bajić*                                                          | 0              | 0       | 0                      | 1                                 | 1     |
| Ligue démocratique des Croates de Voïvodine*                                                                     | 0              | 0       | 0                      | 1                                 | 1     |
| Indépendants | 0              | 0       | 0                      | 5                                 | 5     |
| Total | 617 667        | 100,00% | 60                     | 60                                | 120   |
| Source: (en) Representation of Parties, Assemblée de la province autonome de Voïvodine, consulté le 19 mars 2008 |                |         |                        |                                   |       |

*Ont rejoint les députés du Parti démocratique à l'Assemblée